# Aghast
Aghast – norweski zespół dark ambient z elementami post-industrialu założony w 1994 roku przez Tanię Stene i Andreę Haugen pod pseudonimami Nachthexë (Wiedźma Nocy) i Nebelhexë (Wiedźma Mgły).

## Historia
Zespół założyły w roku 1994 dwie artystki będące w ówczesnym czasie żonami członków znanych blackmetalowych zespołów. Tania Stene była wtedy żoną Fenriza (Gylve Nagell) z zespołu Datkthrone, a Andrea Haugen żoną Samotha (Tomas Haugen) z grupy Emperor. Założycielki przyjęły stylistykę wiedźm i przybrały pseudonimy Nacht oraz Nebel. W tym składzie w roku 1995 we współpracy z wytwórnią Cold Meat Industry opublikowały swój pierwszy i jedyny album, zatytułowany Hexerei im Zwielicht der Finsternis. Album nagrany został na czterościeżkowym magnetofonie Fenriza z wykorzystaniem mikrofonu należącego uprzednio do Deada (Per Yngve Ohlin) z zespołu Mayhem. Dwa utwory z tej płyty ukazały się również na kompilacjach …And Even Wolves Hid Their Teeth and Tongue Wherever Shelter Was Given i Taste This 4.
Mimo że album zyskał bardzo dobre recenzje, a sam zespół sporą grupę fanów panie nie kontynuowały współpracy w projekcie. Po rozwiązaniu zespołu Tania Stene gościnnie użyczała głosu na albumie The Ominous Silence zespołu Northaunts, a później zajęła się projektowaniem okładek płyt dla takich zespołów jak Ulver, Sunn O))) czy Burzum. Z kolei Andrea Haugen od roku 2010 tworzy nowy dark ambientowy projekt o nazwie Aghast Manor, z którym w 2012 roku wydała płytę Gaslights.

## Styl muzyczny
Styl zespołu to najmroczniejsza odmiana dark ambientu. Do tworzenia muzyki zespół wykorzystywał takie instrumenty jak syntezatory, skrzypce, flet i bębny. Twórczość grupy określana była jako straszna i demoniczna, groźna i przerażająca. Recenzowano ją jako opus atmosferyczne, wizje nocnych krajobrazów, ponurych obrazów, emocji towarzyszących ciemnej stronie mitologii nordyckiej i ogólnej wizji upiornej groteski. Muzyka jest minimalistyczna uzupełniona takimi elementami jak przerażające szepty w utworze Enter the Hall of Ice, błagalne wołania w utworze Call from the Grave czy krzyki rozpaczy w utworze Sacrifice. Artystki przyjęły image wiedźm, więc w ich muzyce dominują elementy rytualnych błagań i szamańskie bębny.
Mimo że zespół wydał wyłącznie jedną płytę jest ona na tyle oryginalna, że w dalszym ciągu ukazują się jej wznowienia, m.in. w 1996 r. w Polsce (Morbid Noizz Productions), w 2009 r. w Rosji (Eternal Pride Productions), czy w 2013 r. we Włoszech (Ordo MCM).

## Skład zespołu
- Andrea „Nebelhexë” Haugen
- Tanja „Nachthexe” Stene

## Dyskografia
- 1995 : Hexerei im Zwielicht der Finsternis (Cold Meat Industry)